# Hamza Moujahid
Hamza Moujahid (en arabe : حمزة مجاهد), né le 1er février 1995 à Berrechid, est un footballeur marocain évoluant au poste de milieu de terrain au Raja Club Athletic.

## Biographie
Hamza Moujahid débute dans le football professionnel en 2018, en effectuant ses débuts avec le club du Youssoufia Berrechid. Il dispute avec ce club 27 matchs en première division, pour deux buts marqués. Il termine la saison à la sixième place de la Botola Pro.
Le 1er août 2019, il signe un contrat de trois ans aux FAR de Rabat. Le 8 octobre 2020, il marque son premier but sous les couleurs des FAR à l'occasion d'un match de championnat contre le Renaissance Zemamra. Il s'agit du quatrième but d'un match qui se solde sur le score de 5-2 en faveur des FAR. Le 14 mai 2022, il remporte la Coupe du Maroc après une victoire de 3-0 au Stade Adrar d'Agadir face au Moghreb de Tetouan.
Le 1er août, le Raja Club Athletic annonce le recrutement de Hamza Moujahid après la fin de son contrat avec l'AS FAR.

## Palmarès

### En club
FAR de Rabat
- Coupe du trône (1) :
  - Vainqueur : 2022.

 Raja CA
- Coupe du trône
  - Finaliste en 2022.